# Cardiopetalum surinamense
Cardiopetalum surinamense är en kirimojaväxtart som beskrevs av Robert Elias Fries. Cardiopetalum surinamense ingår i släktet Cardiopetalum och familjen kirimojaväxter. Inga underarter finns listade i Catalogue of Life.